# 서난이
서난이(한국 한자: 徐난이, 1986년 8월 12일 ~ )는 대한민국의 정치인이다.

## 학력
- 전주신성초등학교
- 기전여자중학교
- 전주한일고등학교
- 전북대학교 대학원 정치학과 박사과정 수료

## 경력
- 새정치민주연합 전북도당 집행위원
- 더불어민주당 전북도당 청년국장
- 2014.07 ~ 2018.06: 제10대 전주시의회 의원
- 2018.07 ~ 2022.05: 제11대 전주시의회 의원
- 대통령직속 국가균형발전위원회 균형발전규제혁신전문위원회 위원
- 2022.06 ~ 2022.08: 더불어민주당 비상대책위원회 위원
- 2022년 7월 1일 ~ : 제12대 전라북도의회 의원
  - 제12대 전라북도의회 전반기 농산업경제위원회 위원

## 역대 선거 결과
|  | 62.31% |

|  | 38.01% |

|  | 0% |